# Raymond Duchamp-Villon
Raymond Duchamp-Villon (5 novembre 1876 – 9 octubre 1918) fou un escultor francès.
De nom Pierre-Maurice-Raymond Duchamp, nasqué a Damville, Eure, a l'Alta Normandia, regió de França. Fou el segon fill d'Eugene i Lucie Duchamp. Del sis germans Duchamp, quatre esdevindrien artistes exitosos. Fou germà de Jacques Villon (1875-1963), pintor, i estampador; de Marcel Duchamp (1887-1968), pintor, escultor i escriptor; i de Suzanne Duchamp-Crotti (1889-1963), pintora.

## Vida i art
De 1894 a 1898 Raymond Duchamp-Villon visqué al barri de Montmartre de Paris amb el seu germà Jacques i estudià medicina a la Sorbonne. Una febre reumàtica l'obligà a deixar els estudis el 1898 i el deixà parcialment incapacitat durant un temps. Aquest esdeveniment imprevist alterà el curs de la seva vida, ja que començà a interessar-se per l'escultura. Va començar creant petites estatuetes i esdevingué essencialment un autodidacta, assolint una gran mestria i intuïció. El 1902 i 1903, exposà al Salon de la Société Nationale des Beaux-Arts i per distingir-se del seu germà artista, començà a utilitzar el nom Duchamp-Villon a totes les seves obres.

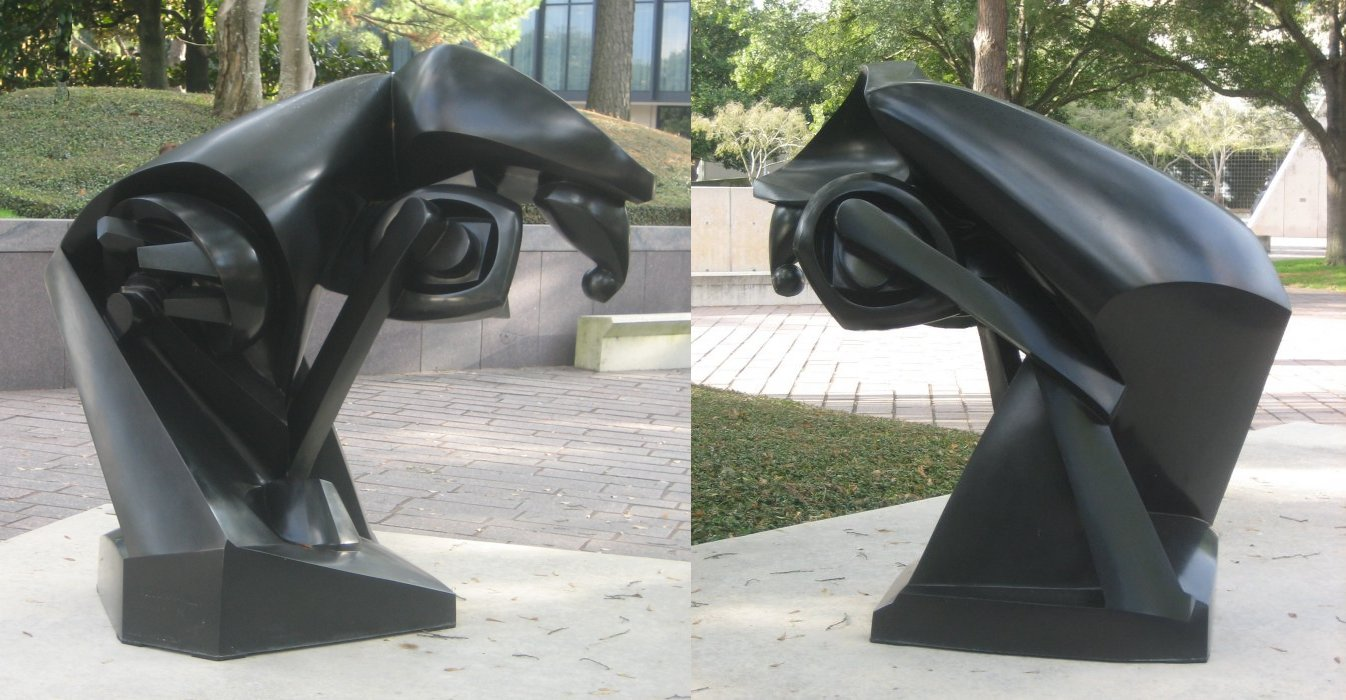
Raymond Duchamp-Villon, 1914, El Cavall Gran, bronze, 1914 (dues vistes), Museu de Belles Arts, Houston

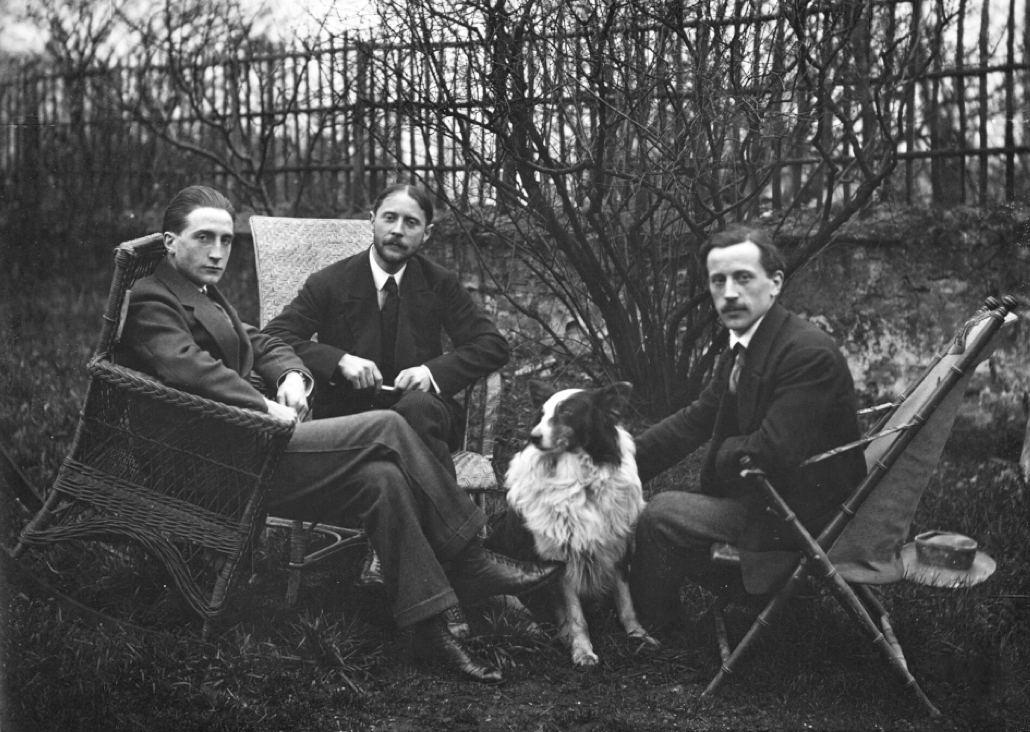
Tres germans Duchamp, d'esquerra a dreta: Marcel Duchamp, Jacques Villon, i Raymond Duchamp-Villon al jardí de l'estudi de Jacques Villon estudi a Puteaux, França, 1914, (col·leccions de la Smithsonian Institution.)

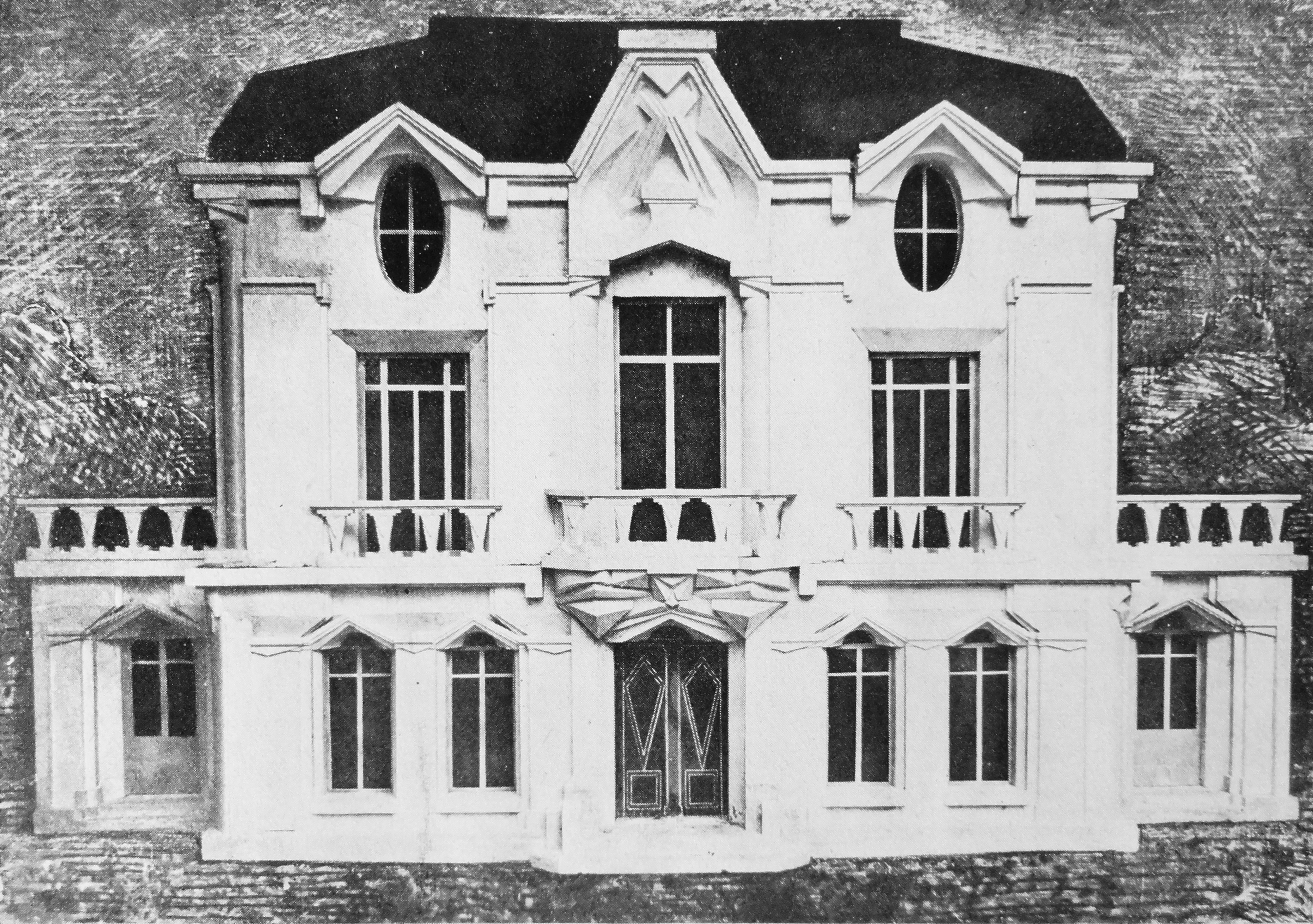
Raymond Duchamp-Villon, 1912, Estudi per La Maison Cubiste, Projet d'Hotel (Casa Cubista). Imatge publicada a Les Peintres Cubistes, per Guillaume Apollinaire, 17 març 1913

El 1905 Duchamp-Villon va fer la seva primera exposició al Salon d'Automne i una mostra a la Galerie Legrip de Rouen amb el seu germà Jacques. Dos anys més tard es traslladaren al poble de Puteaux als afores de París on el tres germans Duchamp eren part de reunions regulars del què s'acabà coneixent com el Grup de Puteaux d'artistes i crítics. La reputació de Raymond era tal que va ser nomenat membre del jurat de la secció d'escultura del Salon d'Automne el 1907 i va ser fonamental en la promoció del moviment cubista.
El 1911 va exposar a la Galerie de l'Art Contemporain de París i l'any següent la seva feina va ser inclosa en una mostra organitzada pels germans Duchamp al Salon de la Section d'Or a la Galerie de la Boétie. Després els tres germans Duchamp van mostrar la seva obra a l'Armory Show de Nova York, que ajudà a introduir l'art modern a Amèrica.
El 1913 va participar en exposicions a la Galerie André Groult de París, la Galerie S. V. U. Mánes a Praga, i el 1914 a Der Sturm Gallery a Berlin. Durant la Primera Guerra Mundial Raymond Duchamp-Villon serví l'exèrcit francès exercint la medicina, i treballava encara en la seva escultura cubista més important, El Cavall Gran.
A finals del 1916 Raymond Duchamp-Villon va contreure la febre tifoidea quan era als quarters militars de la Champagne. Llavors fou portat a l'hospital militar de Cannes, on va morir.
El 1967, a Rouen, el seu darrer germà artista supervivent, Marcel, va ajudar a organitzar una exposició titulada Les Duchamp: Jacques Villon, Raymond Duchamp-Villon, Marcel Duchamp, Suzanne Duchamp. Part d'aquesta exposició familiar fou posteriorment mostrada al Musée National d'Art Moderne a París.

## Galeria

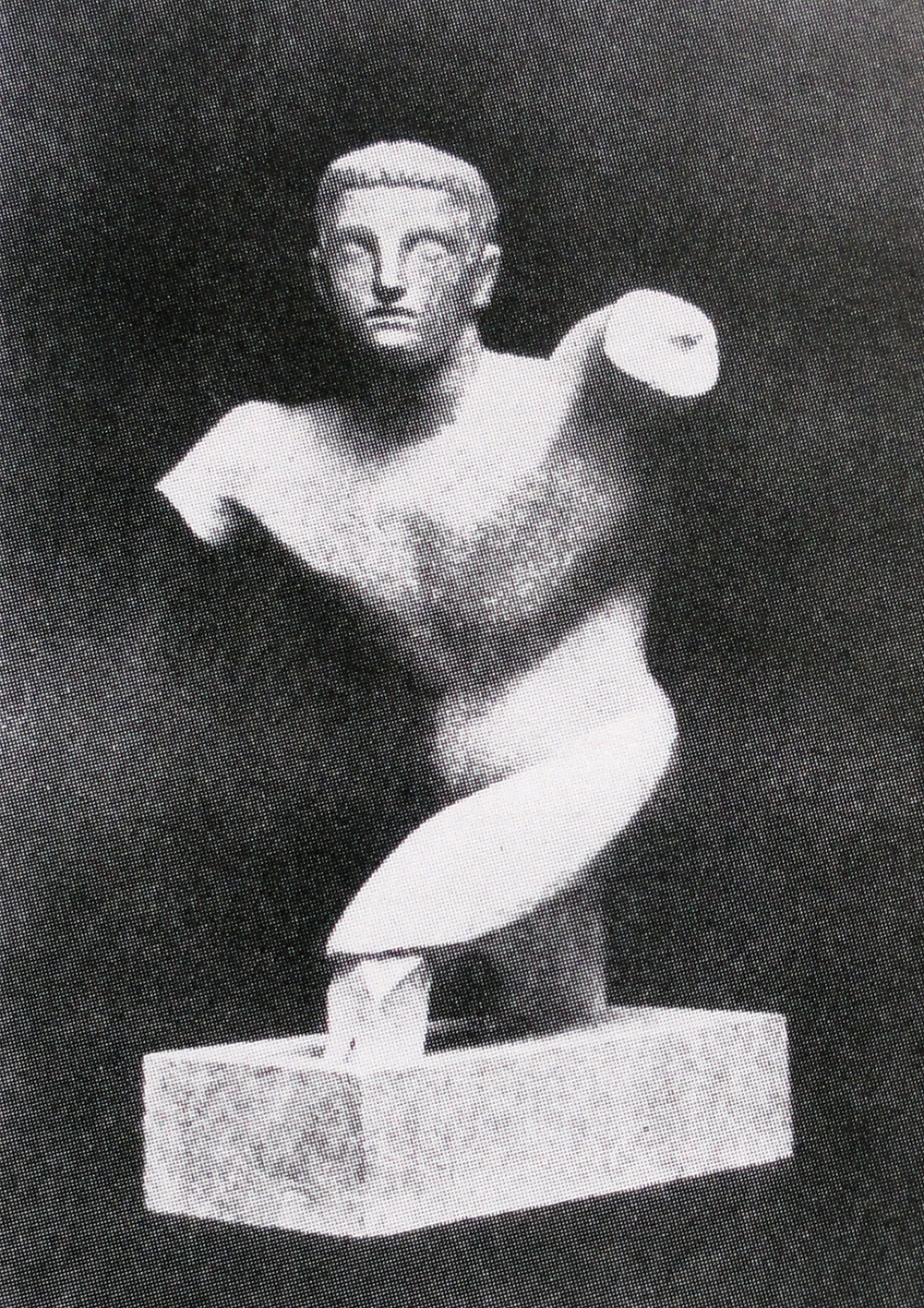
Raymond Duchamp-Villon, 1910, Torse de jeune homme (Torso d'un home jove), terracotta, postal de l'Armory Show, publicació 1913, Solomon R. Guggenheim Museum New York
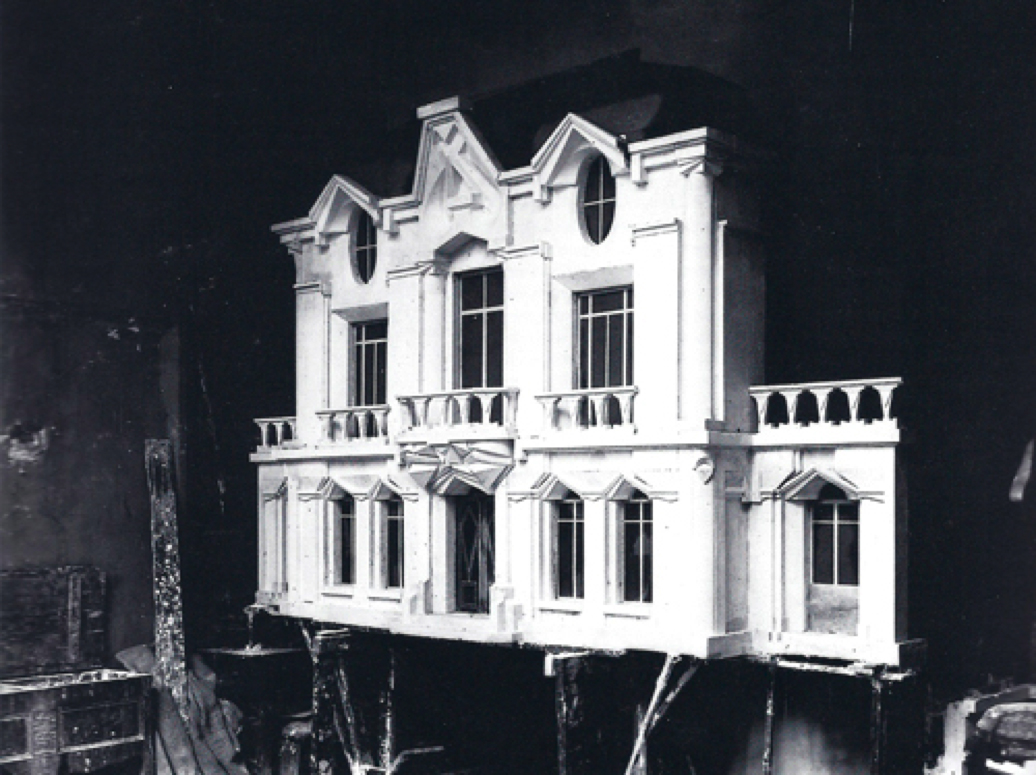
Raymond Duchamp-Villon, 1912, Maquette originale de La Maison Cubiste (Casa cubista, Façana arquitectònica), Document del Musée National d'Art Moderne, Paris
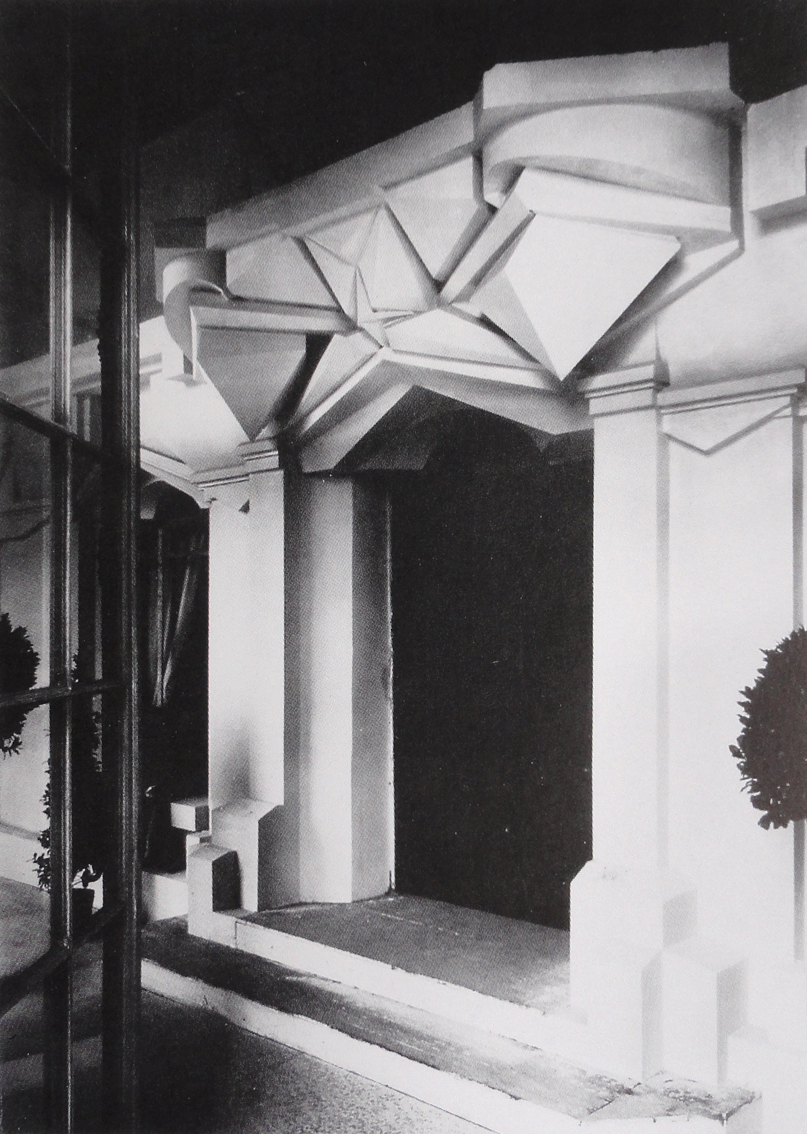
Raymond Duchamp-Villon, 1912, La Maison Cubiste (Casa cubista) al Salon d'Automne, 1912, detall de l'entrada. Fotografia per Duchamp-Villon
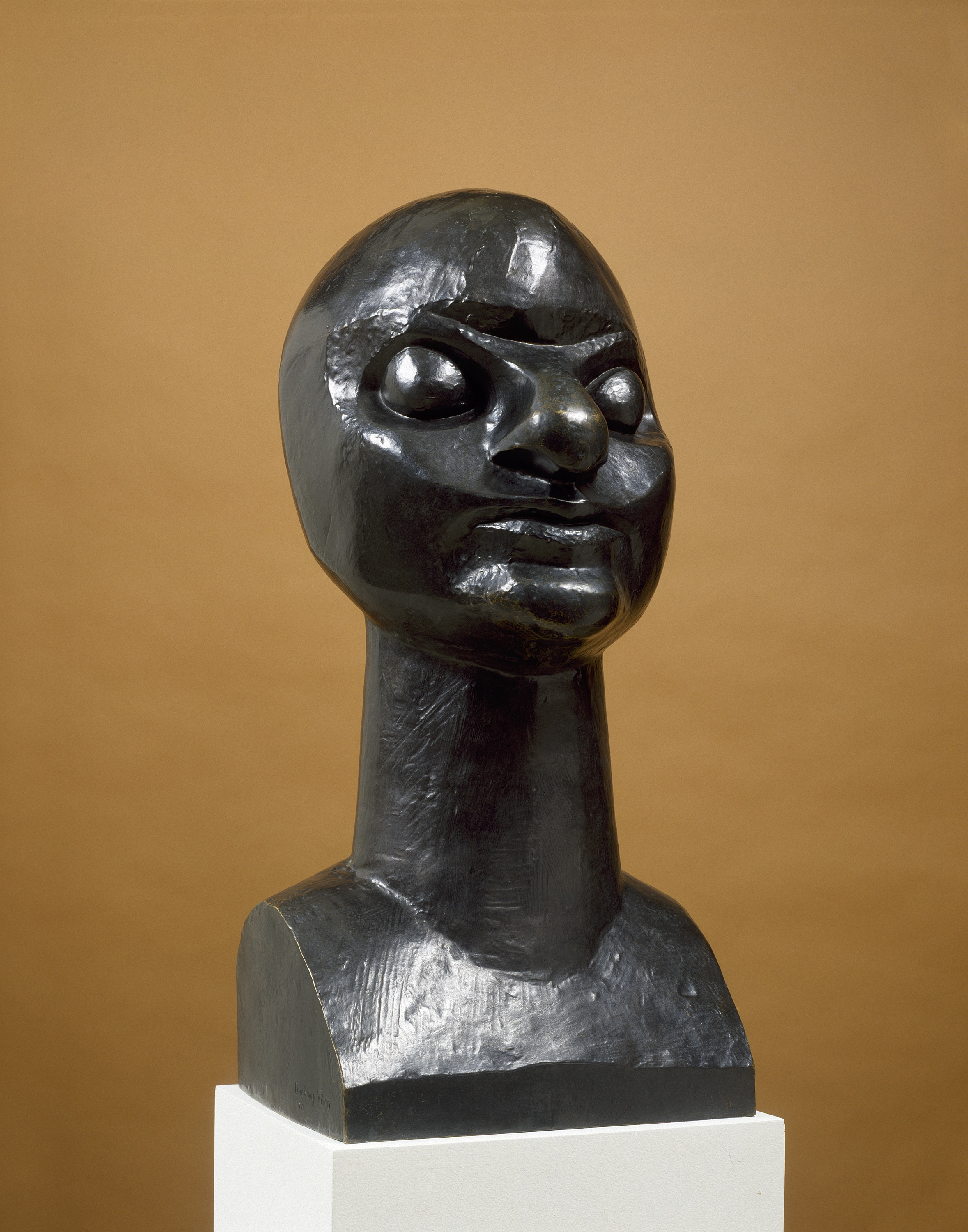
Raymond Duchamp-Villon, 1912 (fosa 1954), Maggy (Maggy), bronze, Solomon R. Guggenheim Museum New York
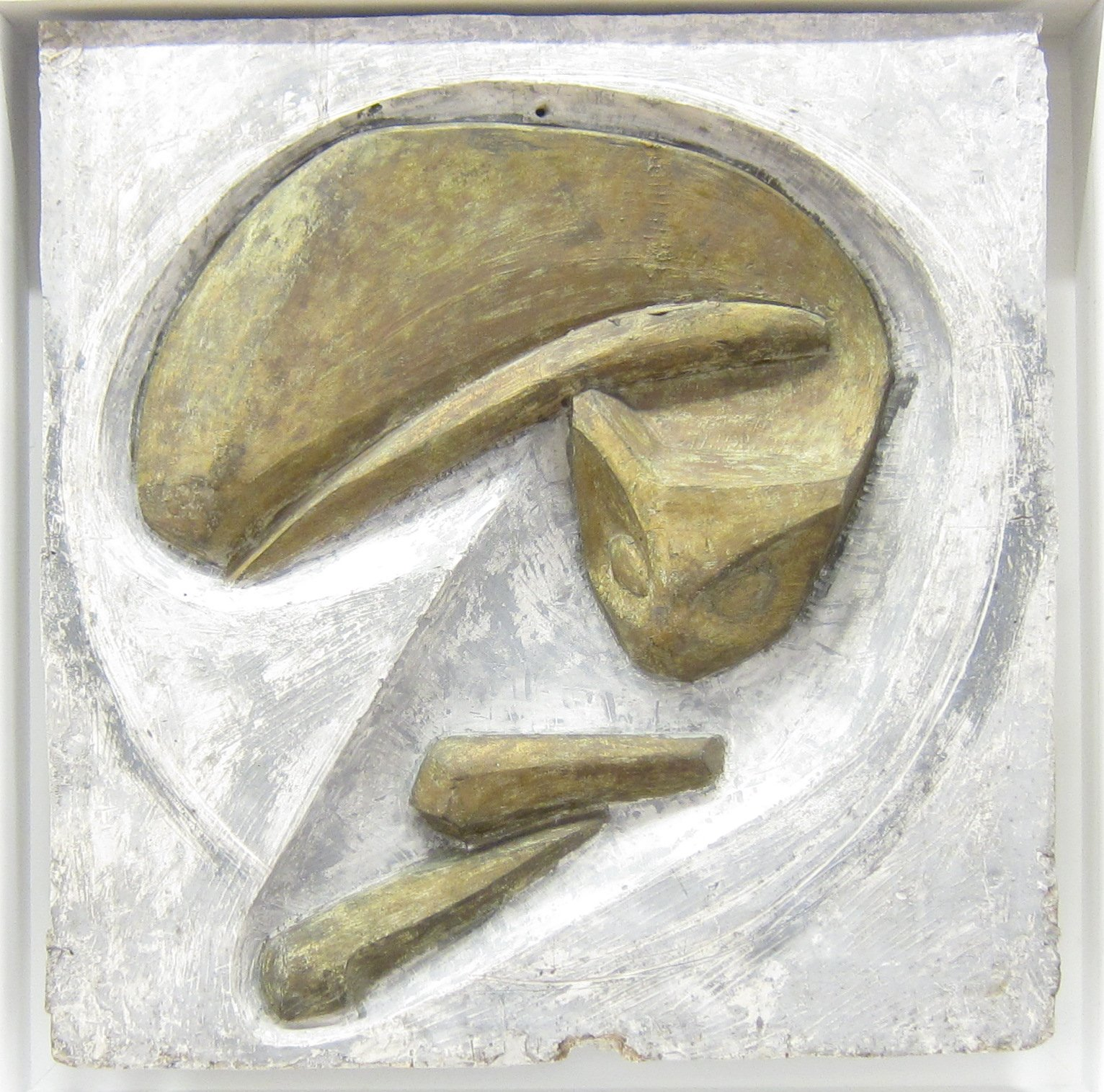
Raymond Duchamp-Villon, 1913, El gat
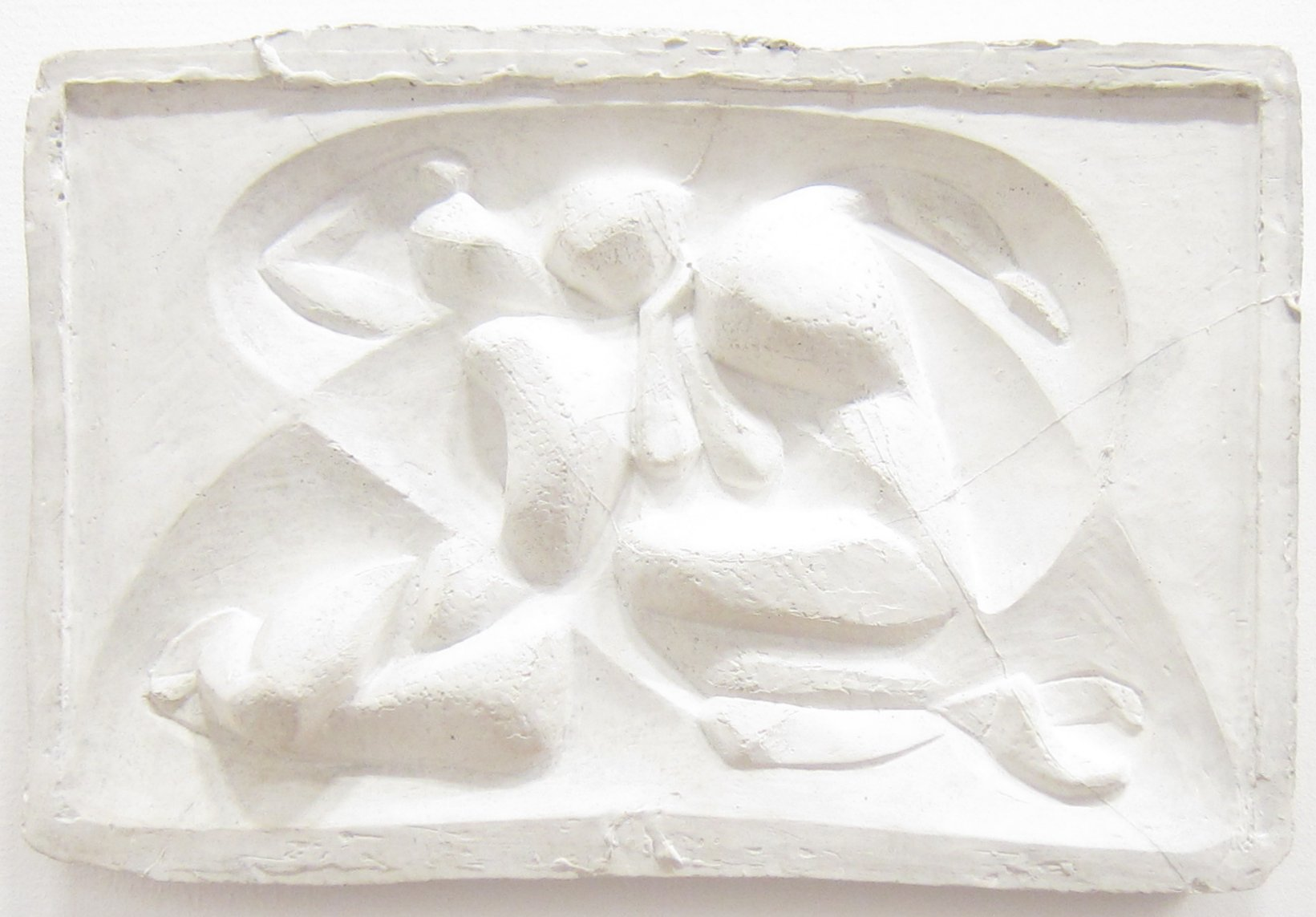
Raymond Duchamp-Villon, 1913, Les amants II, Musée National d'Art Moderne, Paris
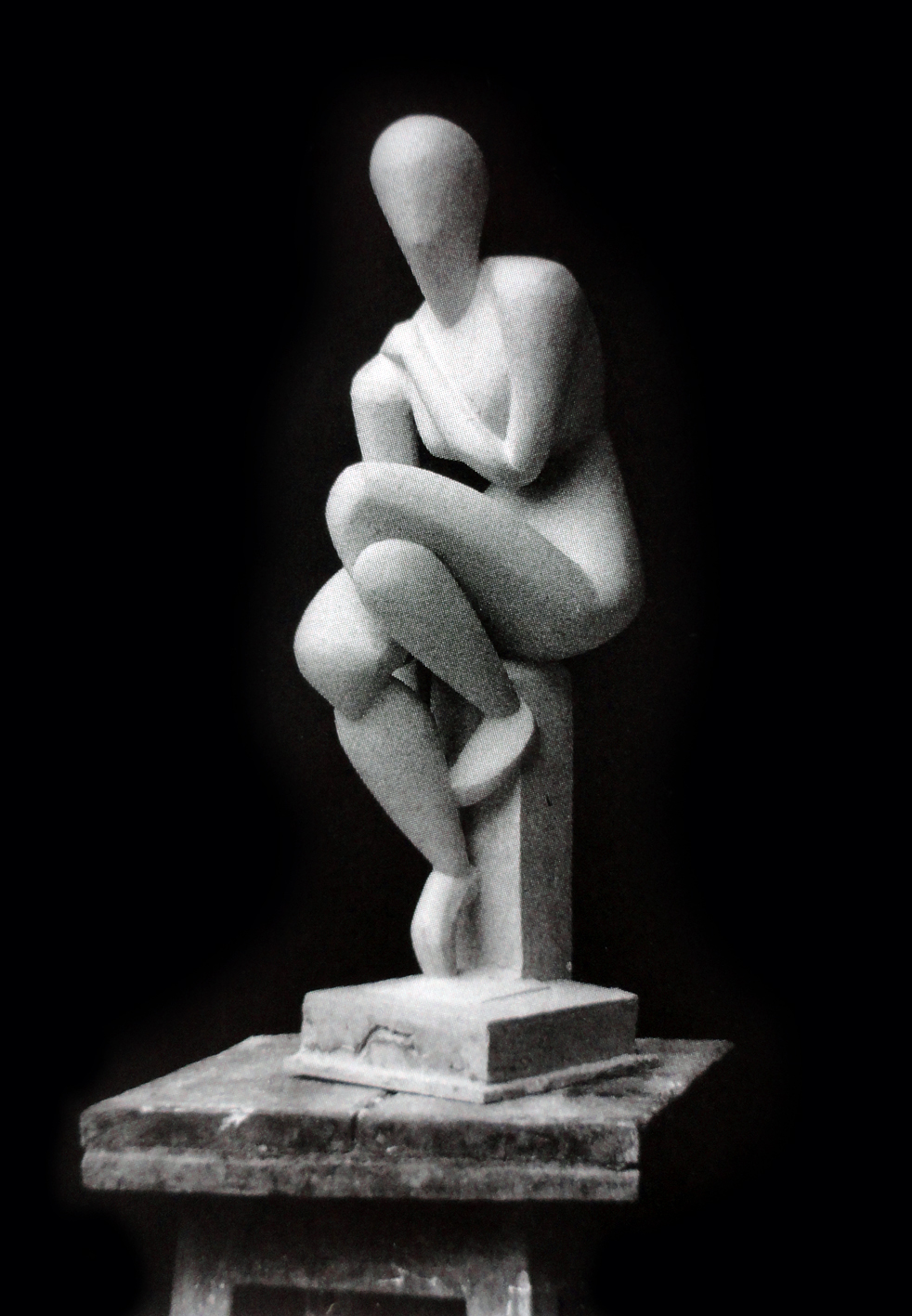
Raymond Duchamp-Villon, 1914, Femme assise, guix, 65.5 cm, fotografia per Duchamp-Villon
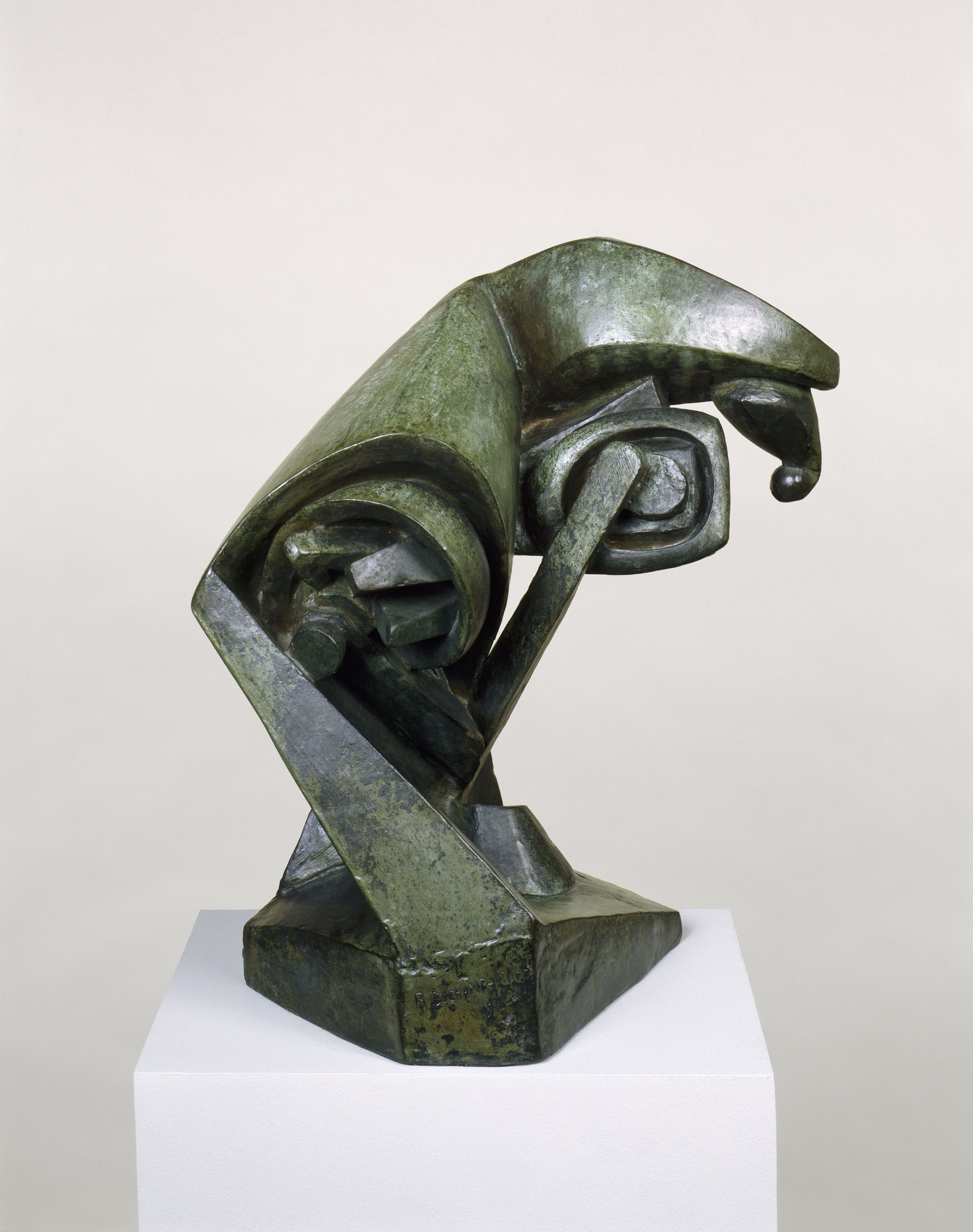
Raymond Duchamp-Villon, 1914 (fosa ca. 1930), Le cheval (El Cavall), bronze i pàtina, Solomon R. Guggenheim Museum New York